# رون رامزي
رون رامزي (بالإنجليزية: Ron Ramsey)‏ هو سياسي أمريكي، ولد في 20 نوفمبر 1955 في جونسون سيتي في الولايات المتحدة. حزبياً، نشط في الحزب الجمهوري. وقد انتخب عضو مجلس نواب تينيسي وانتخب عضو مجلس ولاية تينيسي وانتخب نائب حاكم تينيسي ‏.

## وصلات خارجية
- الموقع الرسمي